# Casa de la Duana
La Casa de la Duana és una casa de Bellver de Cerdanya amb dues façanes fent cantonada al carrer de l'Església i a la plaça 27 d'abril, abans Major.
És una construcció de planta baixa i dos pisos. La planta baixa és porticada amb dues arcades a cada façana. A la façana de la plaça Major, a la primera planta hi ha una obertura amb balcó de llosa de pedra i barana de ferro i una finestra amb porticó. A la segona planta presenta dues petites obertures coincidint amb l'eix de les obertures inferiors, emmarcades amb maó. A la façana del Carrer de l'Església hi ha una petita obertura a la primera planta. La porxada de la planta baixa permet una visió molt interessant del carrer Maties Piu i Ubach que, gràcies al seu desnivell, ofereix una panoràmica paisatgística de fons.